# Nadine Angerer
Nadine Marejke Angerer (ur. 10 listopada 1978 w Lohr am Main) – niemiecka piłkarka występująca na pozycji bramkarza w klubach takich jak Turbine Potsdam, FC Nürnberg, Bayern Monachium, Portland Thorns oraz w reprezentacji Niemiec.
W trakcie kariery kilkukrotnie triumfowała w rozgrywkach klubowych takich jak Liga Mistrzyń UEFA (w roku 2005), Bundesliga (z Turbine Potsdam) czy aż czterokrotnie w Pucharze Niemiec (trzykrotnie z Turbine Potsdam i raz z Frankfurtem).
Jako reprezentantka Niemiec sięgała po trofea Mistrzostw Świata (dwukrotnie), Mistrzostw Europy (pięciokrotnie) oraz brązowe medale na Olimpiadzie (trzykrotnie). Po zakończeniu kariery piłkarskiej w 2015 roku, Nadine została zatrudniona jako trenerka bramkarzy w klubie Portland Thorns.
Angerer została wielokrotnie nagrodzona także nagrodami indywidualnymi, z których najważniejszą było wyróżnienie Piłkarz Roku FIFA.
Z zawodu jest fizjoterapeutką.

## Kariera klubowa
Nadine karierę rozpoczynała w klubie ASV Hofstetten, gdzie na początku grała na pozycji napastnika. Jednak kiedy musiała zastąpić kontuzjowaną bramkarkę w trakcie rozgrywania meczu, działacze klubowi zauważyli, że ma niewątpliwy potencjał na tej właśnie pozycji. W 1995 roku zmieniła klub na FC Nürnberg, a już rok później dołączyła do klubu FC Wacker München. Podczas pobytu w monachijskiej drużynie, zawodniczka odrzuciła propozycję gry w amerykańskim klubie grającym w lidze studenckiej.
W latach 1999–2001, Angerer reprezentowała barwy Bayernu Monachium i pomogła tej drużynie awansować do Bundesligi. W roku 2001 zmieniła bawarską drużynę na 1. FFC Turbine Potsdam. W poczdamskim klubie, bramkarka zdobyła dwukrotnie Mistrzostwo Niemiec, trzykrotnie Puchar Niemiec oraz raz Ligę Mistrzyń UEFA w sezonie 2004/2005.
Po siedmiu latach gry w Poczdamie, Nadine zadecydowała opuścić Niemcy i spróbować swoich sił w Szwecji. W 2008 roku podpisała kontrakt z drużyną Djurgårdens IF Dam. Jednak jej przygoda za granicą skończyła się już po jednym sezonie, po którym wróciła do ojczystego kraju, do drużyny FFC Frankfurt. W nowych barwach zdobyła czwarty raz w karierze Puchar Niemiec. W trakcie swojego pobytu we Frankfurcie udało jej się uzyskać status kapitana drużyny.
W roku 2013 bramkarka powtórnie opuściła Niemcy, tym razem wybrała australijski klub – Brisbane Roar. Po jednym sezonie przeniosła się do amerykańskiego Portland Thorns FC, skąd po sezonie trafiła z powrotem do Brisbane Roar w ramach wypożyczenia.
W 2015 roku, w wieku 37 lat ogłosiła zakończenie kariery i została zatrudniona jako trener bramkarzy w klubie Portland Thorns.

## Kariera reprezentacyjna
Angerer rozpoczęła karierę reprezentacyjną w 1996 roku, kiedy zadebiutowała w niemieckiej reprezentacji w meczu przeciwko Holandii. Jednak po pięciu pierwszych występach, Nadine została rezerwową bramkarką na prawie dziesięć lat. Jako rezerwowa bramkarka zdobyła sześć tytułów międzynarodowych, takich jak Mistrzostwa Świata 2003, dwa brązowe medale olimpijskie w latach 2000 i 2004, oraz trzy Mistrzostwa Europy w 1997, 2001 oraz w 2005.
Kiedy pierwsza bramkarka reprezentacji Niemiec doznała poważnej kontuzji, na Mistrzostwa Świata w roku 2007 Nadine została wybrana do pierwszego składu. Podczas całego turnieju, Angerer nie straciła ani jednej bramki i ustanowiła tym samym rekord świata (najwięcej minut bez straty gola). Bramkarka obroniła rzut karny w meczu finałowym turnieju przeciwko Brazylii. Po mistrzostwach znalazła się w najlepszej drużynie całego turnieju.
Nadine pozostała pierwszą bramkarką reprezentacji i udało się jej jeszcze zdobyć brązowy medal na Igrzyskach Olimpijskich oraz wygrać EURO w roku 2009. Znalazła się jeszcze później w składzie na Mistrzostwa Świata 2011, podczas których rozegrała swój setny mecz w barwach niemieckich (przeciwko Nigerii).
Po przejściu na emeryturę Birgit Prinz, Angerer została nowym kapitanem reprezentacji. Uczestniczyła później jeszcze w EURO 2013. Podczas finału tych mistrzostw przeciwko Norwegii, Angerer obroniła dwa rzuty karne i jej drużyna wygrała EURO szósty raz z rzędu.
W maju 2015 roku, Angerer znalazła się w składzie Mistrzostw Świata 2015 w Kanadzie. W ćwierćfinale przeciwko Francji, Nadine wybroniła strzał Clarie Lavogez w serii rzutów karnych i dzięki temu Niemki awansowały do półfinału.
Angerer po Mistrzostwach Świata 2015 roku zakończyła karierę reprezentacyjną.

## Sukcesy

### Klubowe
Turbine Potsdam
- UEFA Women’s Cup: 2004-05
- Bundesliga: 2003-04, 2005-06
- Puchar Niemiec: 2003-04, 2004-05, 2005-06

1. FFC Frankfurt
- Puchar Niemiec: 2010-11

### Międzynarodowe
- Mistrzostwa Świata: 2003, 2007
- Mistrzostwa Europy: 1997, 2001, 2005, 2009, 2013
- Brązowy medal na Olimpiadzie: 2000, 2004, 2008
- Algarve Cup: 2006, 2014

### Indywidualne
- Jedenastka Mistrzostw Świata: 2007, 2015
- Najlepsza bramkarka Mistrzostw Świata: 2007
- Jedenastka Mistrzostw Europy: 2013
- Zawodnik Turnieju UEFA EURO: 2013
- UEFA Najlepsza Zawodniczka w Europie: 2013
- Piłkarz Roku FIFA: 2013